# Ichalkaranji
Ichalkaranji là một thành phố và là nơi đặt hội đồng đô thị (municipal council) của quận Kolhapur thuộc bang Maharashtra, Ấn Độ.

## Địa lý
Ichalkaranji có vị trí 16°42′B 74°28′Đ / 16,7°B 74,47°Đ Nó có độ cao trung bình là 539 mét (1768 feet).

## Nhân khẩu
Theo điều tra dân số năm 2001 của Ấn Độ, Ichalkaranji có dân số 257.572 người. Phái nam chiếm 53% tổng số dân và phái nữ chiếm 47%. Ichalkaranji có tỷ lệ 73% biết đọc biết viết, cao hơn tỷ lệ trung bình toàn quốc là 59,5%: tỷ lệ cho phái nam là 80%, và tỷ lệ cho phái nữ là 66%. Tại Ichalkaranji, 13% dân số nhỏ hơn 6 tuổi.